# Raimo Piirainen
Raimo Olavi Piirainen, född 22 december 1952 i Kajana, är en finländsk socialdemokratisk politiker. Han har varit ledamot av Finlands riksdag 2009–2015 och på nytt sedan 2019. Piirainen har arbetat som lokförare.
Piirainen gjorde comeback i riksdagsvalet 2019 med 2 791 röster från Uleåborgs valkrets.